# Aquiles Navarro

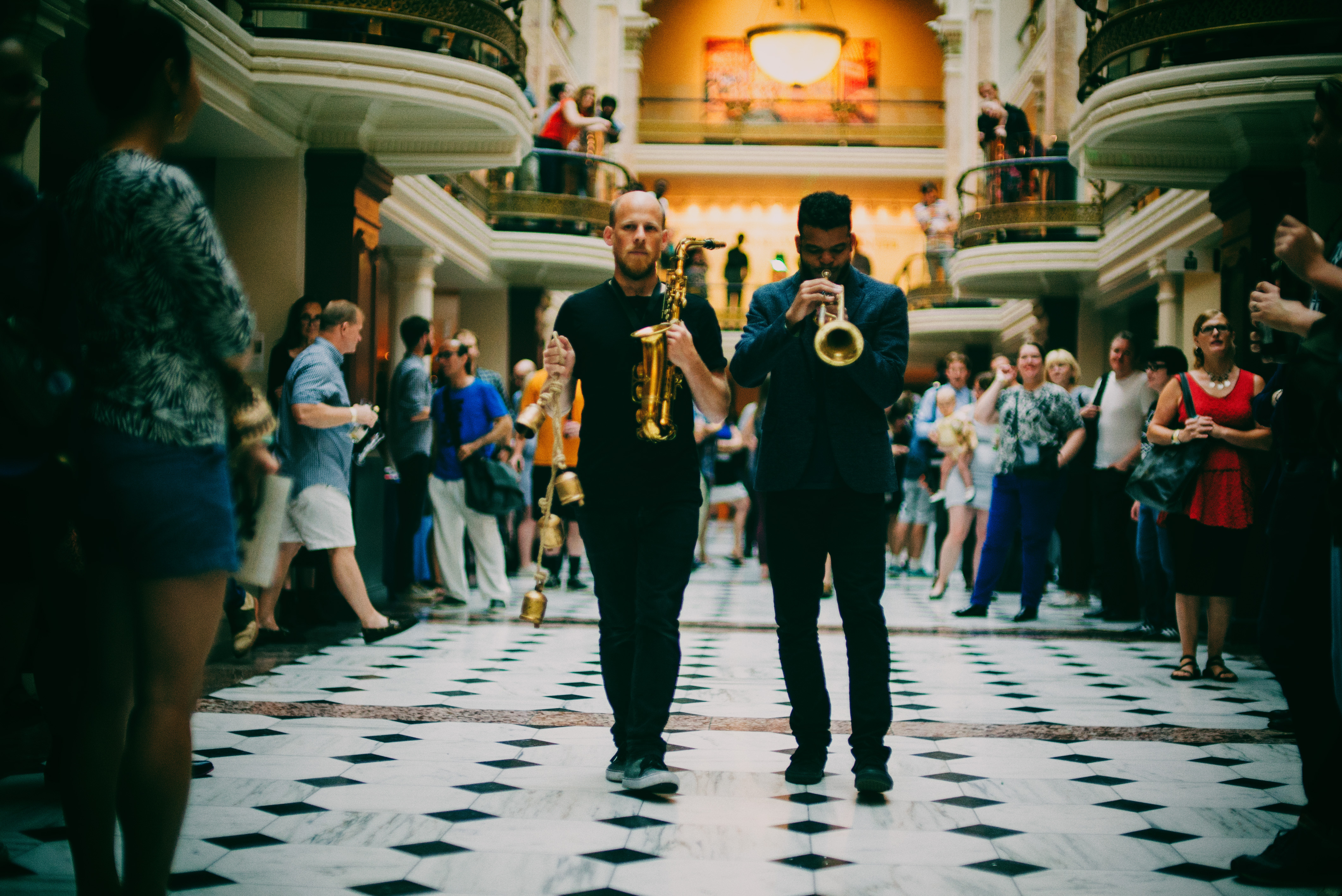
Aquiles Navarro (2020 mit Keir Neuringer, links)

Aquiles Navarro (* um 1990 in Toronto) ist ein panamaischer Jazzmusiker (Trompete, Perkussion, Komposition).

## Leben und Wirken
Aquiles Navarro kam in Toronto als Kind einer aus Panama stammenden Familie zur Welt, die nach der Herrschaft von Manuel Noriega und der folgenden US-Invasion 1989 emigriert war. 1997 kehrte er nach Panama-Stadt zurück. Zunächst war er von lateinamerikanischer Musik geprägt. Nach Unterricht bei dem panamaischen Trompeter Victor „Vitin“ Paz (einem Mitglied der Fania All-Stars) und dem Saxophonisten Carlos Garnett zog er 2008 nach Boston, um am New England Conservatory ein Bachelorstudium zu absolvieren. Dort begann die Freundschaft und Zusammenarbeit mit dem Schlagzeuger Tcheser Holmes. Nach dem Studium zogen Navarro und Holmes nach New York.
Navarro arbeitete mit Holmes im Duo (Heritage of the Invisible, 2014) und ab 2017 mit Moor Mother als Mitglied des Quintetts Irreversible Entanglements, mit dem er vier Alben aufnahm, darunter das von der Jazzkritik gelobte Who Sent You? (2020), ferner im Logan Strosahl Team. Mit Tcheser Holmes stellte er 2020 den Song „Pueblo“ vor, der dann auf dem gemeinsamen Album Heritage of the Invisible II (International Anthem) erschien.

## Diskographische Hinweise
- Logan Strosahl Team: Book I of Arthur (Sunnyside Records, 2017)
- Irreversible Entanglements (2017)
- Irreversible Entanglements and Pat Thomas: 5.4.18 (2019)
- Irreversible Entanglements in Italy (2020)
- Solamente Tu (RiverDown Records, 2020)
- Irreversible Entanglements: Open the Gates (2021)
- Irreversible Entanglements: Protect Your Light (2023)